# 卑謬縣
卑謬縣為緬甸勃固省轄下的縣，其區域面積為7,612.0平方公里，2014年人口910,902人。該縣下分6個鎮區。卑谬為該縣之首府。

## 鎮區
以下為卑謬縣的鎮區：
- 巴當鎮（Padaung Township）
- 包康鎮（Paukkaung Township）
- 榜地鎮（Paungde Township）
- 卑謬鎮（Pyay Township）
- 瑞當鎮（Shwedaung Township）
- 德贡镇（Thegon Township）